# Robert Noyce
Robert Norton Noyce (Burlington, 12 dicembre 1927 – Austin, 3 giugno 1990) è stato un imprenditore e inventore statunitense.

## Biografia
Noyce conseguì un diploma di bachelor in fisica nel 1949 presso il Grinnell College ed un dottorato (PhD) al Massachusetts Institute of Technology (MIT) nel 1954. Durante i suoi studi presso il Grinnell College, Noyce venne quasi espulso per aver rubato, grazie all'aiuto dell'amico Francis Hadorn, da una fattoria nei pressi del college un maiale che macellò nella Clark Hall. L'espulsione venne bloccata solo grazie all'intervento del suo professore di fisica Grant O. Gale. Noyce rese il favore anni dopo quando diede la possibilità al college di investire nella Intel delle origini.
Soprannominato "il sindaco di Silicon Valley", fu cofondatore della Fairchild Semiconductor nel 1957 e di Intel nel 1968. A Noyce è accreditata, assieme a Jack Kilby, l'invenzione del circuito integrato: tra la fine del 1958 e l'autunno del 1959, infatti, sia Noyce che Kilby (allora impiegato presso Texas Instruments) produssero i primi modelli funzionanti di microchip (realizzati rispettivamente in silicio e germanio). Lo sviluppo di questa tecnologia, che sta alla base di tutti i moderni chip CMOS, avrebbe condotto Federico Faggin, nel 1971, alla realizzazione del primo microprocessore (Intel 4004) ovvero all'implementazione fisica di una CPU su un singolo circuito integrato.
Collaborò con William Bradford Shockley presso la divisione Shockley Semiconductor Laboratory della Beckman Instruments, ma fu tra gli "otto traditori" ("Traitorous Eight") che se ne andarono per creare la Fairchild Semiconductor. Noyce è morto nel 1990 per un infarto all'età di 62 anni.

## Riconoscimenti
Nel 1978 Noyce ricevette la medaglia d'onore della IEEE "per il suo contributo ai circuiti integrati di silicio, una pietra miliare per la moderna elettronica". Un anno dopo, nel 1979, ricevette la National Medal of Science. Nel 1987 ricevette la National Medal of Technology and Innovation. Nel 1990 ricevette il Charles Stark Draper Prize dal National Academy of Engineering.

## Luoghi ed eventi legati a Noyce

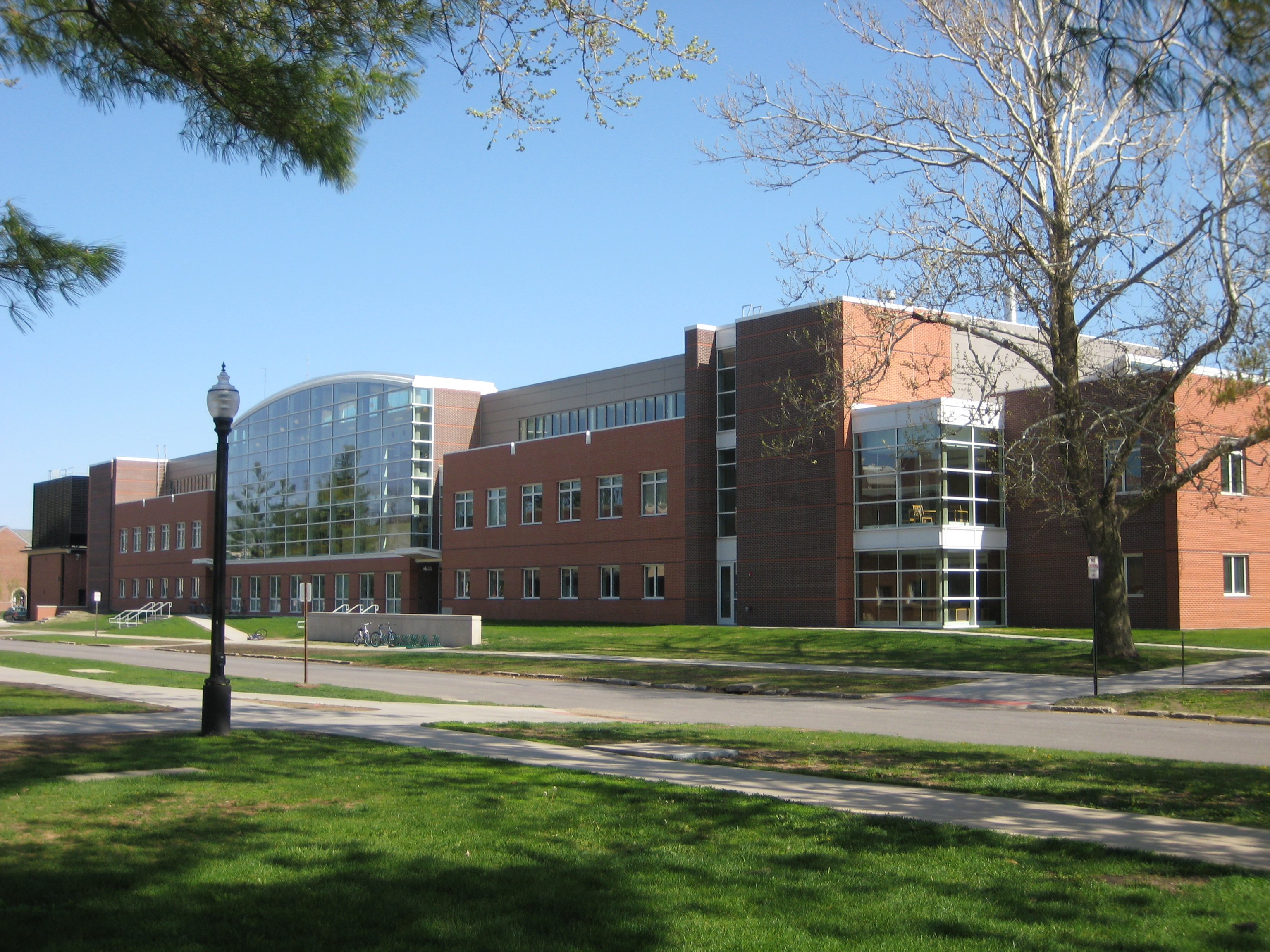
Il Robert Noyce Science Center, presso il Grinnell College

Come eredità diretta ha lasciato la Fondazione Robert Noyce, istituto che sponsorizza la ricerca nella scienze e in molte aree tecnologiche.
Il quartier generale dell'Intel a Santa Clara in California si chiama Robert Noyce Building in sua memoria e a lui sono intitolati anche il Robert N. Noyce '49 Science Center che ospita il dipartimento scientifico del Grinnell College e la sala delle conferenze presso il Santa Fe Institute nel Nuovo Messico.